# Peter Jenner
Peter Jenner (* 1943) je britský hudební producent a manažer. Jenner, Andrew King a čtyři členové skupiny Pink Floyd (Syd Barrett, Roger Waters, Richard Wright a Nick Mason) byli partnery v Blackhill Enterprises.

## Počátky kariéry
Poté, co získal diplom v oboru ekonomie na Cambridgeské universitě, ve věku 21 let, pracoval jako odborný asistent na London School of Economics (LSE). Po čtyřech letech práce na LSE začal spolupracovat se skupinou Pink Floyd. Byl také jedním z organizátorů bezplatných koncertů v londýnském Hyde Parku, mezi které patřil například koncert skupiny The Rolling Stones v roce 1969.

## Manažerská kariéra
Jenner byl manažerem Pink Floyd, T. Rex, Iana Duryho, Roye Harpera, The Clash, The Disposable Heroes of Hiphoprisy, Robyna Hitchcocka, Baaba Maal, Sarah Jane Morris a Eddi Reader (Fairground Attraction). Pod dobu patnácti let byl také manažerem Billy Bragga.

### Pink Floyd
Pink Floyd, v té době neznámá skupina, hrála například i v Marquee Club, kde si jich v březnu 1966 všiml Peter Jenner. Skupina hrála převážně rhythm and bluesové písně s speciálními efekty, které při vystoupeních používali Syd Barrett a Richard Wright. Jenner vyhledal Waterse a Masona v jejich bytu, kde se společně s Andrewem Kingem dohodli, že skupině budou dělat manažery. V té době založili společnost Blackhill Enterprises a sehnali skupině nové nástroje od The Selmer Company. Pod jejich vedením, se skupina stala součástí londýnského undergroundu a hráli například v londýnské škole v Notting Hill. Jennerův hlas je slyšet na začátku skladby „Astronomy Domine“ z debutového alba skupiny Pink Floyd The Piper at the Gates of Dawn z roku 1967. Po odchodu Syda Barretta od Pink Floyd v roce 1968 se Jenner a King s Pink Floyd rozešli a později dělali manažery dalším britským rockovým skupinám.